# Расторопово (деревня, Москва)
Расторопово — деревня в Новомосковском административном округе Москвы (до 1 июля 2012 года была в составе Ленинского района Московской области). Входит в состав района Коммунарка.

## Население
| 1859 | 1890 | 1899 | 1926 | 2002 | 2006 | 2010 |
| ---- | ---- | ---- | ---- | ---- | ---- | ---- |
| 279  | ↗331 | ↗372 | ↗389 | ↘129 | ↘23  | ↗59  |

Согласно Всероссийской переписи, в 2002 году в деревне проживало 129 человек (54 мужчины и 75 женщин).

## География
Деревня Расторопово находится в юго-восточной части Новомосковского административного округа, примерно в 30 км к юго-юго-западу от центра города Москвы и 12 км к юго-востоку от центра города Московский, на левом берегу реки Десны.
В 4 км к северо-западу от деревни проходит Калужское шоссе А130, в 10 км к востоку — Симферопольское шоссе М2, в 11 км к северо-востоку — Московская кольцевая автодорога, в 7 км к востоку — линия Курского направления Московской железной дороги. Ближайшие населённые пункты — деревни Лаптево и Никульское.
В деревне 10 улиц — Верхняя, Майская, Медовая, Нижняя, Полевая, Растороповская, Речная, Садовая, Учительская и Ягодная.

## История
Название деревни, предположительно, произошло от некалендарного личного имени Растороп.
В «Списке населённых мест» 1862 года — казённая деревня 1-го стана Подольского уезда Московской губернии по левую сторону старокалужского тракта, в 11 верстах от уездного города и 30 верстах от становой квартиры, при реке Десне и колодцах, с 41 двором и 279 жителями (127 мужчин, 152 женщины).
По данным на 1899 год — деревня Десенской волости Подольского уезда с 372 жителями.
В 1913 году — 56 дворов, имелось земское училище.
По материалам Всесоюзной переписи населения 1926 года — центр Растороповского сельсовета Десенской волости Подольского уезда в 5,3 км от Калужского шоссе и 8,5 км от станции Щербинка Курской железной дороги, проживало 389 жителей (163 мужчины, 226 женщин), насчитывалось 70 крестьянских хозяйств, имелась школа, работала мельница.
С 1929 до 2012 гг. — населённый пункт Московской области в составе Красно-Пахорского района (1929—1946); Калининского района (1946—1957); Ленинского района (1957—1960, 1965—2012); Ульяновского района (1960—1963); Ленинского укрупнённого сельского района (1963—1965).
С 2012 года — в составе города Москвы.